# Sarah Reid
Sarah Reid (ur. 28 listopada 1985 w Paisley) – praworęczna szkocka curlerka, mieszka w Beith.

## Kariera sportowa
Pierwszym sukcesem Reid było wygranie Mistrzostw Szkocji Szkół w 1999, była drugą w zespole Craiga Reida z Garnock Academy.
W 2004 jej drużyna wygrała Mistrzostwa Szkocji Juniorek, Reid wyjechała na mistrzostwa świata do kanadyjskiego Trois-Rivières. Szkocja została sklasyfikowana tam na 7. miejscu z 3 wygranymi i 6 porażkami.
Podczas dwóch kolejnych lat nie wygrała krajowych zawodów, w 2006 zdobyła brązowy medal. Została rezerwową w drużynie Kerry Barr podczas Europejskiego Challengu Juniorów 2006 oraz w zespole Jennifer Morrison na MŚ, zagrała tam w 4 meczach. Szkocja została sklasyfikowana na 7. miejscu. 
Reid jako kapitan drużyny wygrała Mistrzostwa Juniorów Szkocji 2007. Podczas MŚ Round Robin zakończyła na 4. miejscu. W półfinale pokonała Amerykanki 6:5 i następnie zdobyła złoty medal pokonując w finale Kanadyjki 7:6.
Sarah Reid dwukrotnie reprezentowała Wielką Brytanię na zimowej uniwersjadzie. W 2007 dowodzona przez nią reprezentacja z bilansem 2-7 zajęła ostatnie 10. miejsce. Podczas ceremonii otwarcia Reid niosła flagę narodową. Lepszy wynik Wielka Brytania odnotowała na zawodach w 2009, doszła do małego finału, przegrała tam jednak z Rosją 4:8.
W Mistrzostwach Szkocji 2008/2009 zajęła przedostatnie miejsce. Rok później dotarła już do półfinału. Wystąpiła w jednym meczu na Mistrzostwach Świata 2010, kiedy Szkotki zdobyły srebrne medale.
Dołączyła do zespołu Eve Muirhead jako rezerwowa podczas Mistrzostw Europy 2012. Reid nie wystąpiła w żadnym ze spotkań. Szkotki zaś zdobyły srebrne medale ulegając w finale Rosji (Anna Sidorowa). 
Sarah Reid dołączyła w sezonie 2014/2015 do zespołu Eve Muirhead, zastąpiła tam na pierwszej pozycji Claire Hamilton. Szkotki podczas Mistrzostw Europy 2014 zakwalifikowały się do rundy finałowej. W pierwszym meczu uległy 3:8 Dunkom (Lene Nielsen). Zrewanżowały się jednak tej drużynie dzień później, wynikiem 8:4 reprezentantki Szkocji zajęły 3. miejsce.
W 2016 roku opuściła drużynę Eve Muirhead. Zastąpiła ją dotychczasowa rezerwowa Lauren Gray.

## Życie prywatne
Studiuje pielęgniarstwo w Glasgow Caledonian University.

## Drużyny
| MŚJ 2004 - Judith McFarlane (3) - Frances McKerrow (2) - Nicola Munro (1) - Rachael Simms (R) | ZU 2007 - Victoria Sloan (3) - Sarah MacIntyre (2) - Laura Kirkpatrick (1) - Alison Black (R) | MŚ 2007 - Eve Muirhead (3) - Barbara McFarlane (2) - Sarah MacIntyre (1) - Alison Black (R) | ZU 2009 - Kay Adams (3) - Vicki Adams (2) - Sarah MacIntyre (1) - Laura Kirkpatrick (R) | MS 2008/2009 - Kerry Barr (3) - Barbara McFarlane (2) - Laura Kirkpatrick (1) | 2014 - 2016 - Eve Muirhead (4, S) - Anna Sloan (3) - Vicki Adams (2) |